# پاول دوئه
پاول دوئه (نروژی: Paul Due; ۱۹ مهٔ ۱۸۸۹ – ۶ ژوئیهٔ ۱۹۷۲) بازیکن فوتبال اهل نروژ بود.
از باشگاه‌هایی که در آن بازی کرده‌است می‌توان به باشگاه فوتبال لین اشاره کرد.
وی همچنین در تیم ملی فوتبال نروژ بازی کرده‌است.